# Pierre Guillaume Frédéric Le Play
Pierre Guillaume Frédéric Le Play (La Rivière-Saint-Sauveur, 11 aprile 1806 – Parigi, 5 aprile 1882) è stato un ingegnere, sociologo ed economista francese.
Oltre al gran prestigio ottenuto nel suo paese, divenne celeberrimo per aver iniziato una metodologia sull'indagine sociale atta a determinare i livelli di vita.

## Biografia
Nasce nel 1806 nel comune francese de La Rivière-Saint-Sauveur, figlio di un ufficiale di dogana. Studia presso l'École polytechnique e successivamente presso l'École des mines. Presso la stessa scuola diventa professore nel 1840 e ispettore nel 1848. Già nel 1834 era stato nominato presidente del comitato permanente delle statistiche minerarie.
Per oltre 20 anni viaggia per l'Europa raccogliendo informazioni e statistiche sulla condizione sociale ed economica delle classi lavoratrici europee, per pubblicare nel 1855 Les Ouvriers européens, 36 monografie sui bilanci delle varie famiglie di una vasta gamma di settori. Nello stesso anno questo lavoro viene premiato dalla Académie des Sciences con il Prix Montyon.
Nel 1856, Le Play fonda la Société internationale des études pratiques d'économie sociale. Il giornale della società, La Réforme sociale, fondato nel 1881, viene pubblicato ogni due settimane.
Napoleone III, che lo teneva in grande stima, gli affida l'organizzazione del Salone del 1855, e lo nomina consigliere di Stato, commissario generale della mostra del 1867, senatore dell'impero e Grande Ufficiale della Legion d'Onore.
Inizialmente un ateo, Le Play a poco a poco si convinse della necessità di religione. Nel 1864, ha pubblicato un saggio per difendere il cristianesimo contro il darwinismo e scetticismo. Convertito al cattolicesimo nel 1879, tre anni dopo muore a Parigi.